# نادي مدينة الشهداء
نادي مدينة الشهداء الرياضي هو فريق كرة قدم عراقي مقره في قضاء المدينة، البصرة، يلعب في الدوري العراقي الدرجة الثالثة .

## روابط خارجية
- نادي مدينة الشهداء على موقع Goalzz.com
- أندية العراق - تواريخ التأسيس
- اتحاد أندية البصرة